# Andrade (California)
Andrade es un área no incorporada ubicada en el condado de Imperial en el estado estadounidense de California. La localidad se encuentra ubicada adyacentemente al poblado de Los Algodones, Baja California, México. Recibe su nombre en honor a Guillermo Andrade al desarrollador económico de la zona del Valle de Mexicali, el cónsul de México en Los Ángeles, empresario naviero del Río Colorado desde Yuma hasta La Paz Baja California Sur, y colonizador del Sur del Valle de Mexicali y terrateniente.

## Geografía
Andrade se encuentra ubicada en las coordenadas 32°43′N 114°33′O / 32.717, -114.550.